# مارش ترکی (بتهوون)

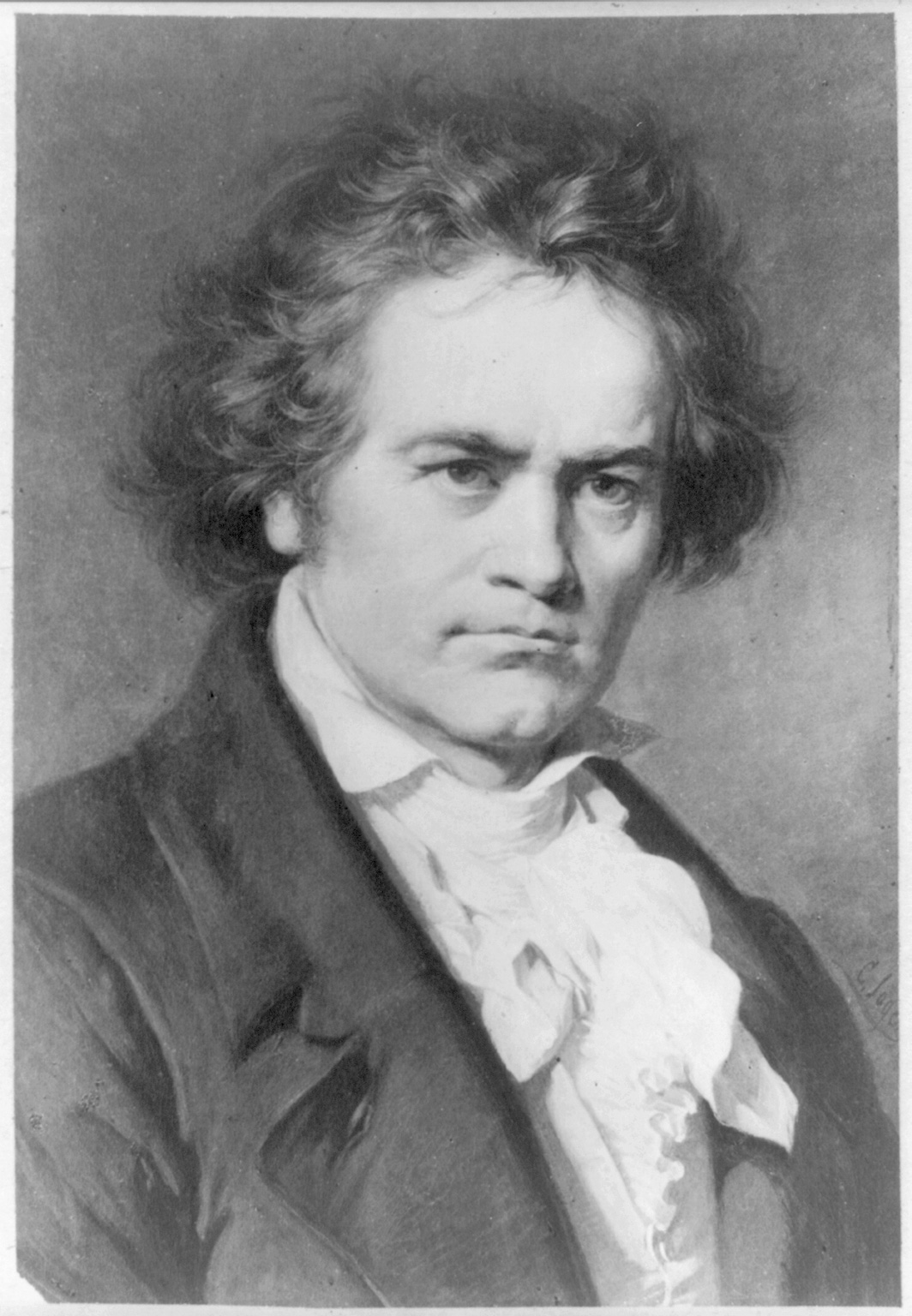
لودویگ فان بتهوون

مارش ترکی (Marcia alla turca) قطعه ای به سبک مارش کلاسیک هست؛ که در سال ۱۸۰۹ توسط لودویگ فان بتهوون نوشته شد. این قطعه بخشی از اثر شش واریاسیون اپوس ۷۶ هست. مارش ترکی در سال ۱۸۱۱ و در موسیقی صحنه نمایشنامه خرابه‌های آتن به کار رفت.
مارش ترکی در گام سی بمل ماژور نوشته شده، میزان‌نما‌ آن 2
4 و تمپو آن ویواچه هست (vivace_ به معنی سرزنده و چالاک). این قطعه در ابتدا بسیار آرام شروع می شود (پیانیس‌سیمو)؛ سپس به تدریج شدید شده و در نقطه اوج خود بسیار قوی نواخته میشود (فورتيس‌سیمو)؛ و در بخش کودا مجددا به شدت آرام و پیانیس‌سیمو بر میگردد.